# Villarrica (Chile)
Villarrica je město v jižní části Chile, v regionu Araukánie, asi 75 km od jeho metropole Temuco a 660 km jižně od hlavního města Santiaga. Leží na břehu stejnojmenného jezera, poblíž místa, kde z jezera vytéká řeka Toltén, a na dohled od činné sopky, rovněž s názvem Villarrica. Obec Villarrica se rozkládá na 1291 km² a žije zde přibližně 55 tisíc obyvatel.
Město nechal založit conquistador Chile Pedro de Valdivia v roce 1552, a to na území osídleném mapučskými indiány. Ti město opakovaně dobyli a zničili. Villarrica tak byla definitivně založena teprve roku 1883 a osídlena hlavně evropskými imigranty. Ve 20. letech 20. století zde začal rozvoj turismu a byla zřízena železnice do Loncoche, kde se napojovala na hlavní chilskou magistrálu (v 90. letech zrušena a zdemolována). Od konce 20. století setrvale sílí význam turismu; buduje se turistická infrastruktura a rozvíjí se tzv. etnoturistika, zprostředkovávající kulturní dědictví Mapučů.
Městem vede mezinárodní silnice 199-CH, která Villarriku spojuje s dálnicí č. 5 (Panamericana) a na druhé straně s Pucónem a Argentinou. Kromě místní autobusové dopravy a kolektivního taxi do města zajíždí dálková autobusová doprava ze Santiaga, Temuca či Valdivie.

## Fotogalerie

Výhled z městského nábřeží na jezero a sopku
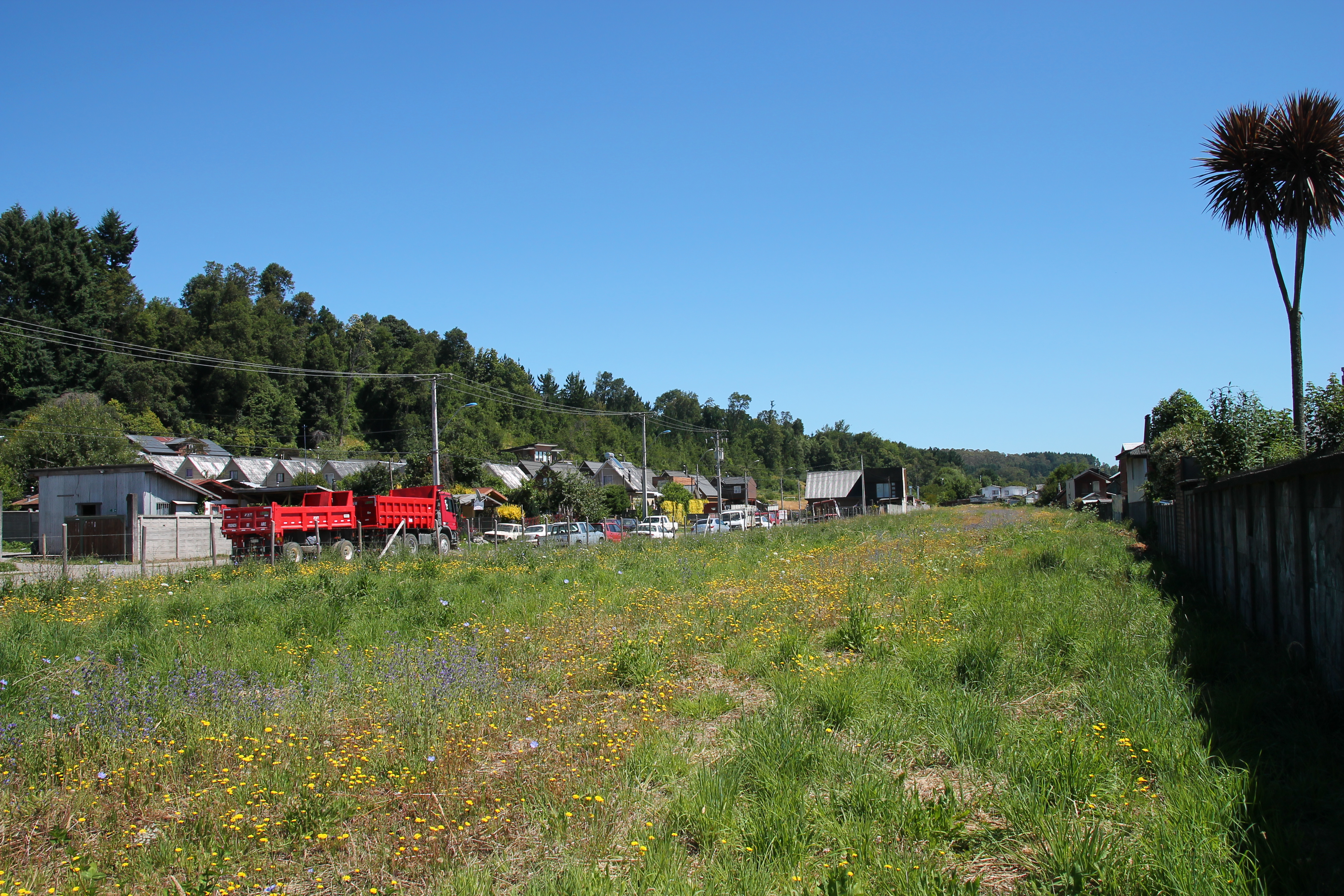
Pozůstatky po bývalém vlakovém nádraží
Pohled na jezero směrem k Pucónu
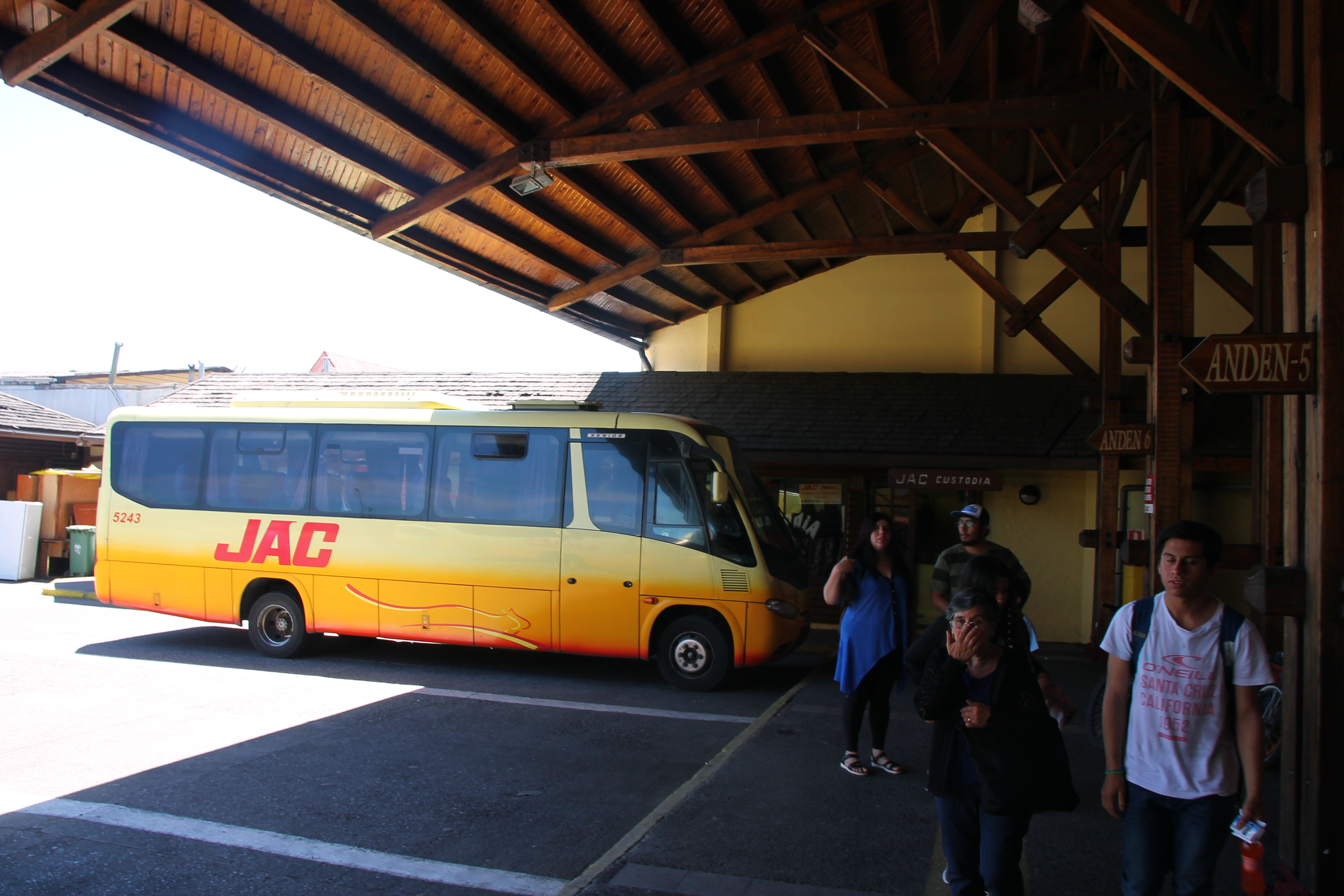
Autobusové nádraží společnosti JAC
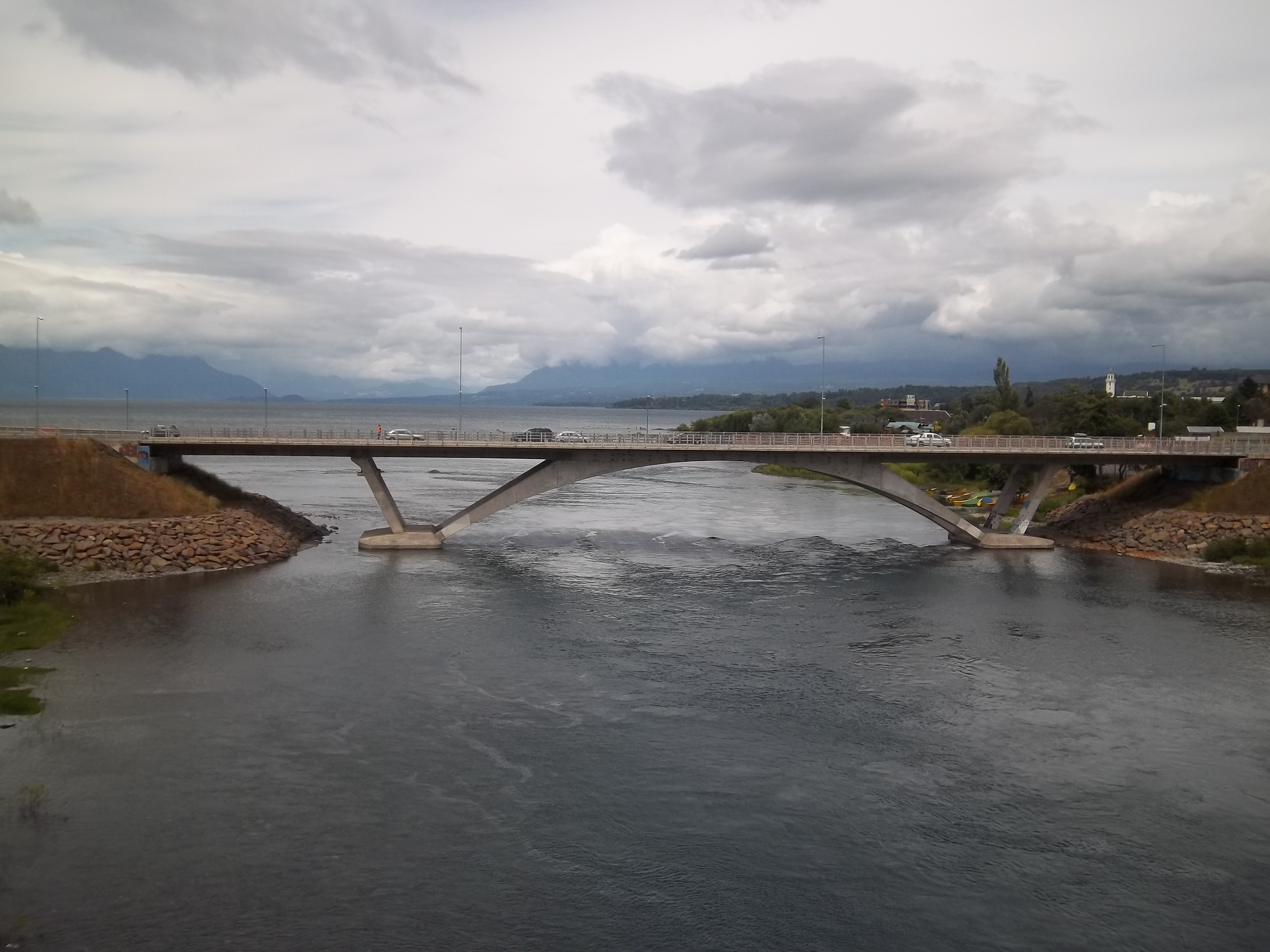
Nový most na silnici 199-Ch přes řeku Toltén
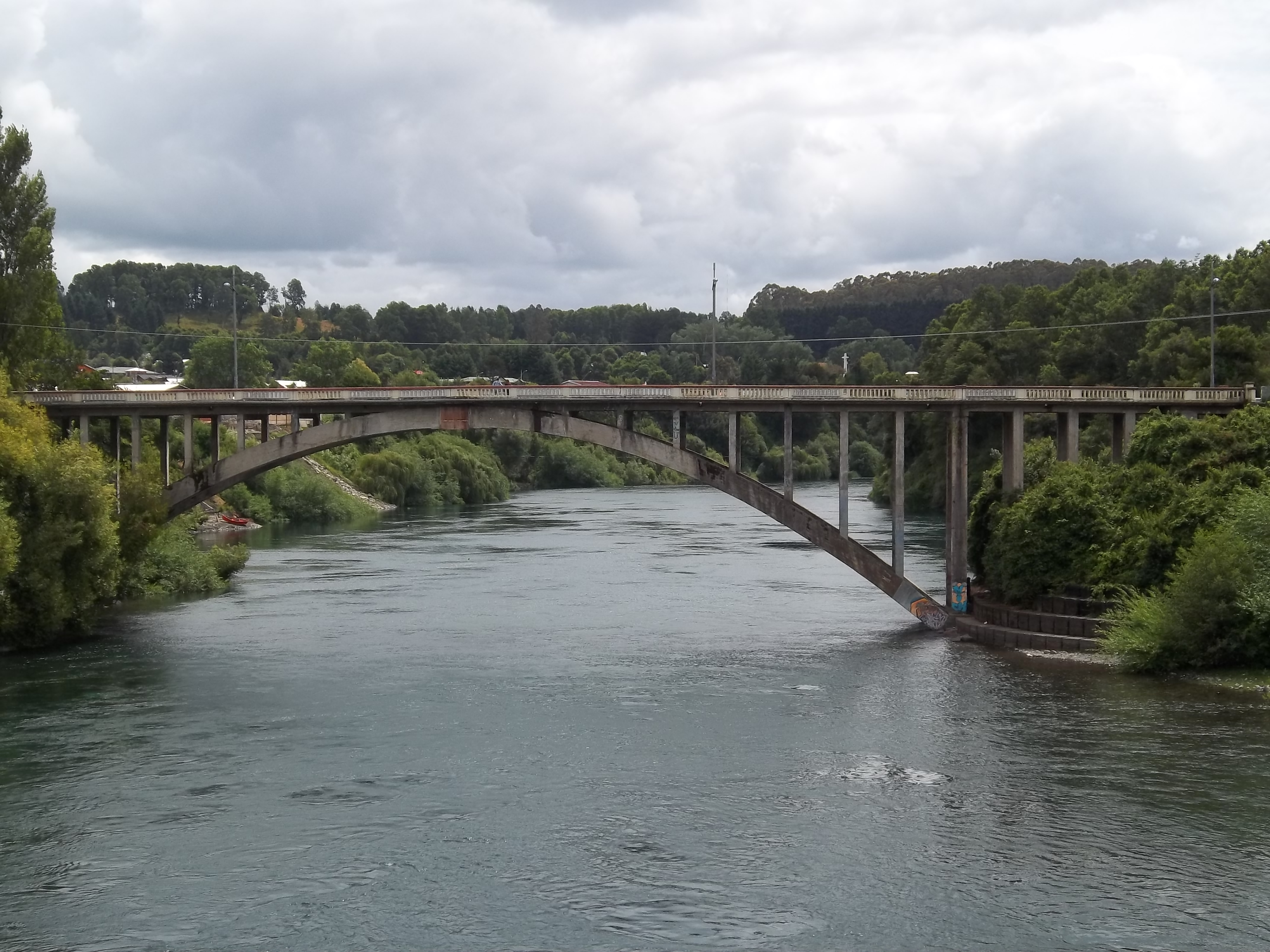
Starý most přes řeku Toltén
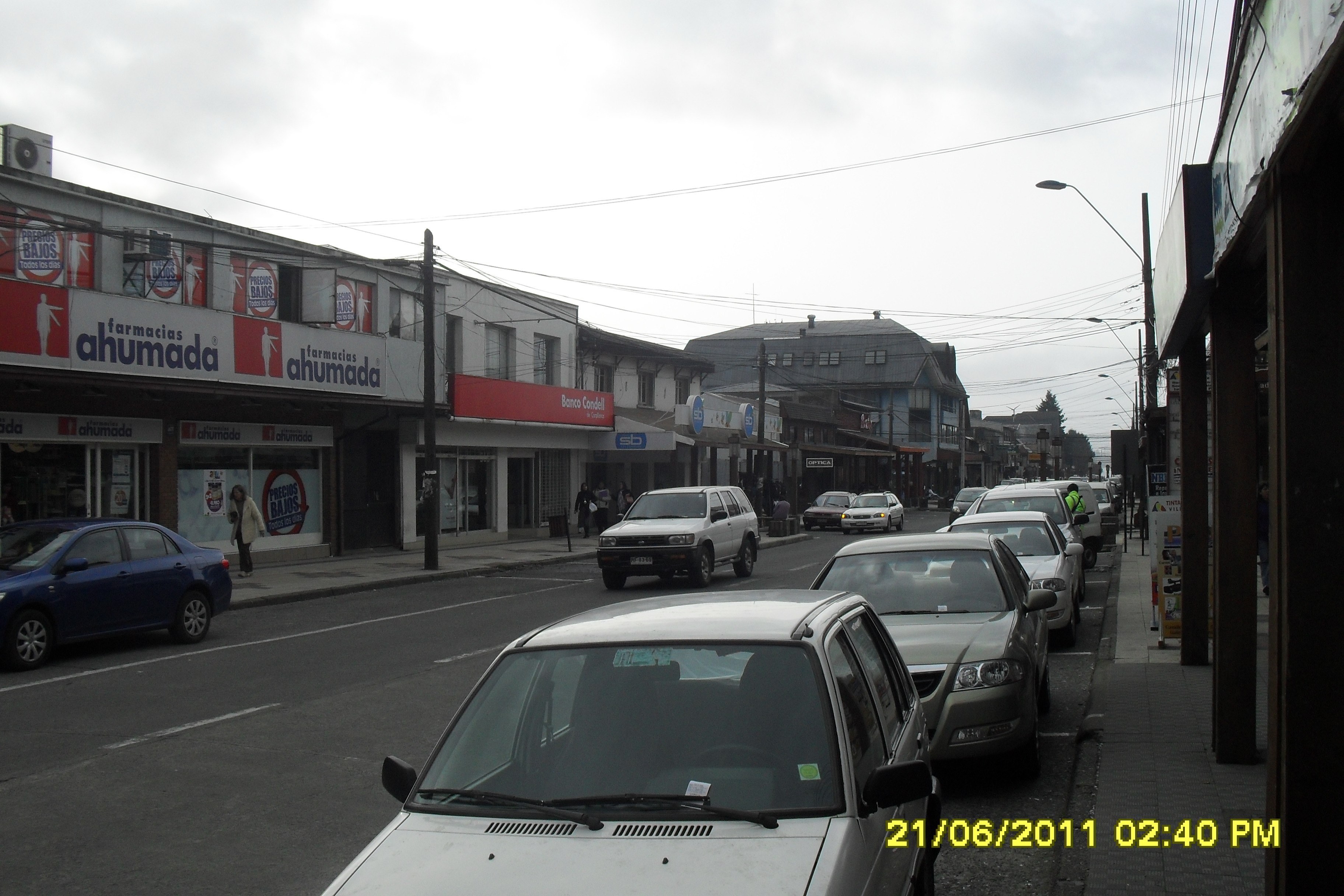
Střed města